# Ancient Aliens
Ancient Aliens is een Amerikaanse televisieserie die in première ging op 20 april 2010, op het kanaal van History. De serie wordt geproduceerd door Prometheus Entertainment in een documentaire-achtige stijl, de serie presenteert hypotheses over ancient astronauts en insinueert dat historische teksten, archeologie en legendes bewijs bevatten voor het bestaan van een historisch contact tussen de mens en buitenaardse wezens. De serie heeft veel kritiek ontvangen van historici, kosmologen en andere wetenschappelijke kringen voor het presenteren en promoten van pseudowetenschap en pseudogeschiedenis.